# حكمه النخر (تريم)
'

تعديل مصدري - تعديل

حكمه النخر هي إحدى قرى عزلة تريم بمديرية تريم التابعة لمحافظة حضرموت، بلغ تعداد سكانها 94 نسمة حسب تعداد اليمن لعام 2004.